# 4448 Phildavis
4448 Phildavis este un asteroid din centura principală, descoperit pe 5 martie 1986 de Carolyn Shoemaker.